# Antoniuskapelle (Horheim)
Die Antoniuskapelle im Ortsteil Horheim der Gemeinde Wutöschingen ist eine Kapelle, erbaut 1687 und eine Wallfahrtsstätte zu Ehren des heiligen Antonius.

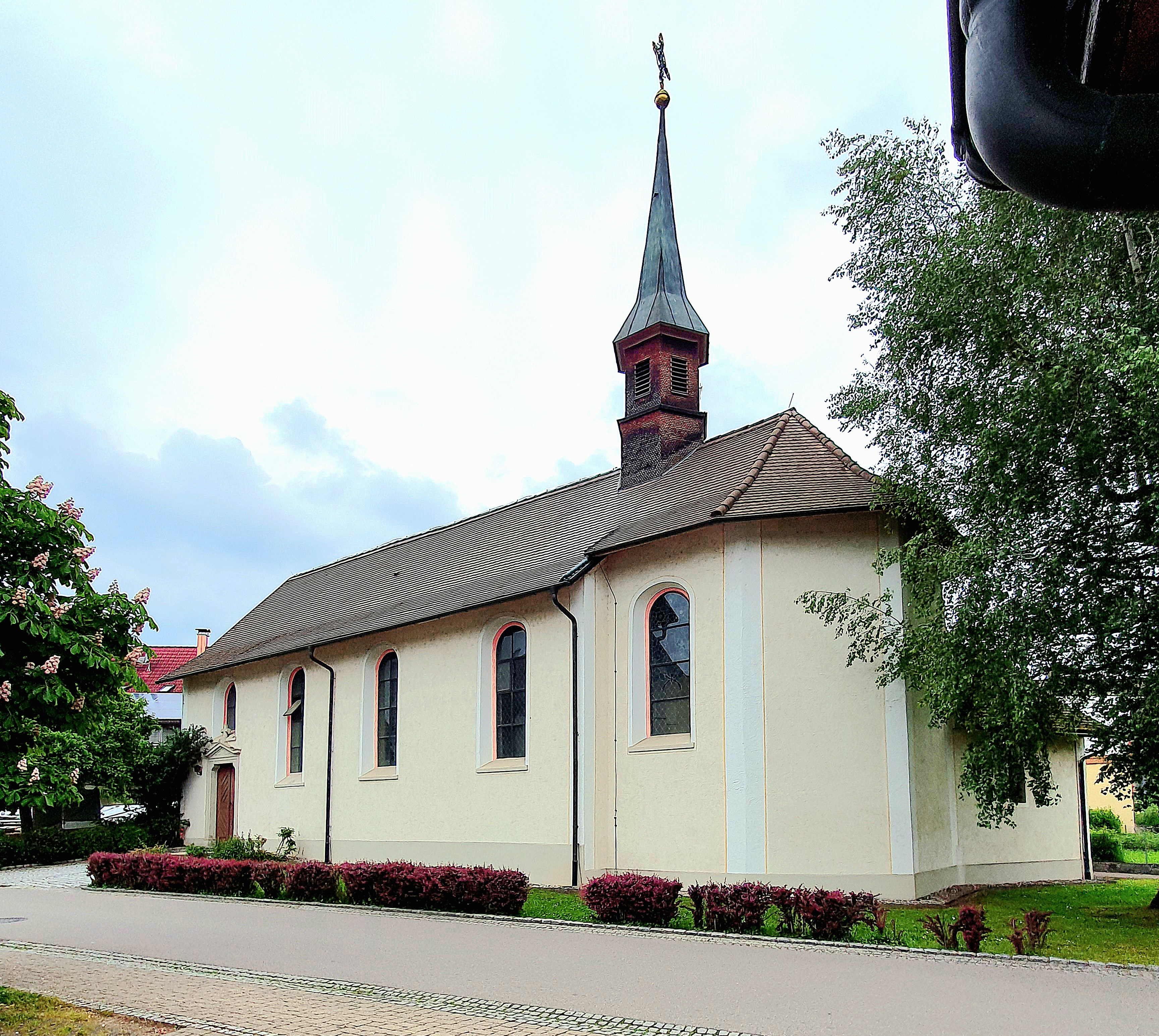
St. Antonius Horheim

## Übersicht

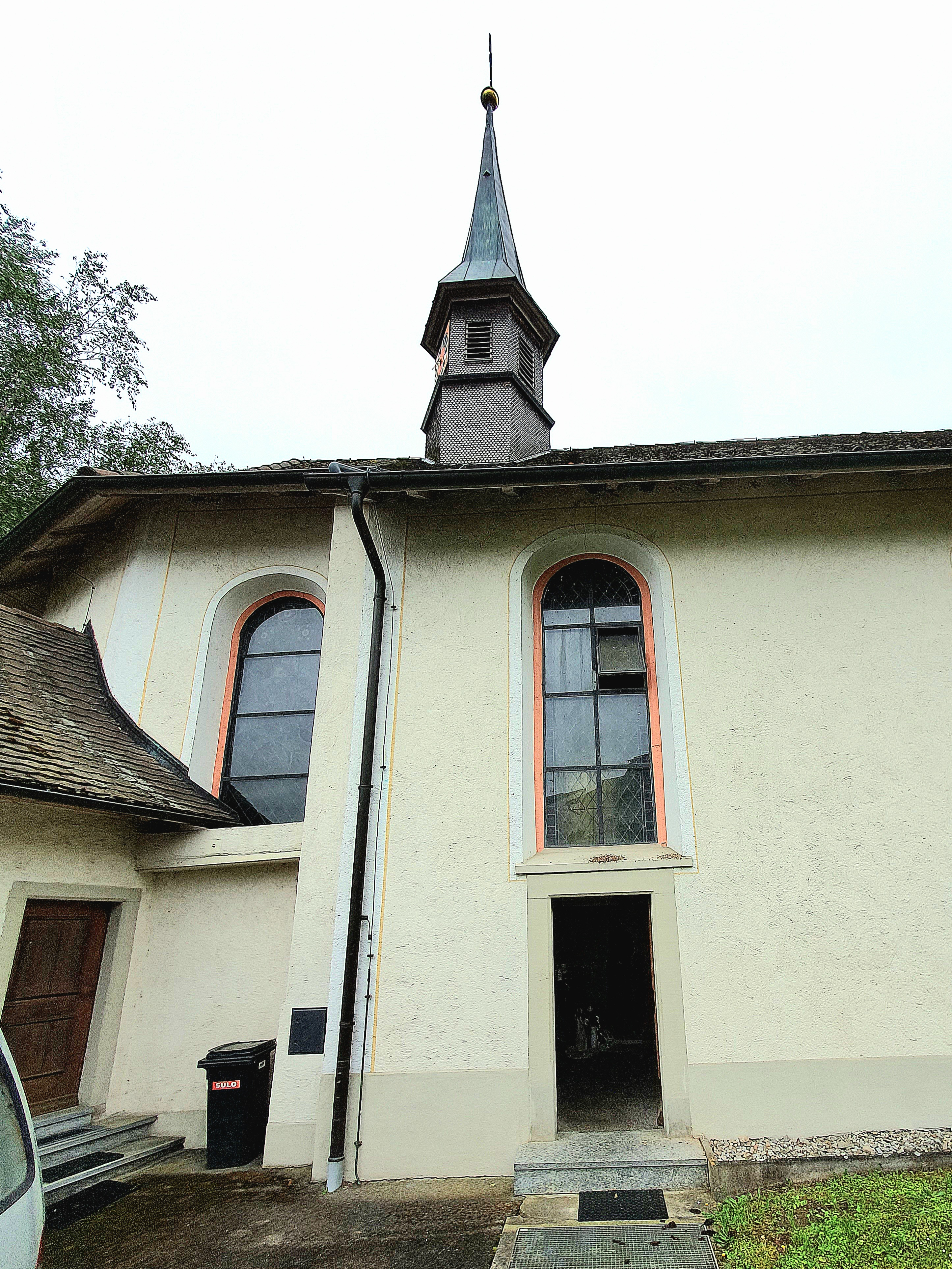
Antoniuskapelle Horheim, Rückseite mit Sakristei

Ein Vorgängerbau war die St. Margarethenkapelle der Grafen von Lupfen, sie stand an anderer Stelle auf dem freien Feld, über die Zeit der Errichtung ist nicht bekannt. Der Abbruch war vorgesehen für 1672 und ausgeführt 1687, wohl um die Steine und Balken gleich wiederzuverwenden. Im Oktober 1687 war der Rohbau fertiggestellt. Der Altar wurde in Auftrag gegeben für 44 Gulden bei dem Schreiner Adam Braun in Mauchen, sauber anzufertigen in braunem Nussbaumholz, da er nicht gefasst werden sollte. 1695 wurde die Kapelle bei der Weihe durch den Konstanzer Weihbischof dem Hl. Antonius dem Eremit und der Hl. Margarethe gewidmet. 1725 erfolgte eine Fassung des Altares.

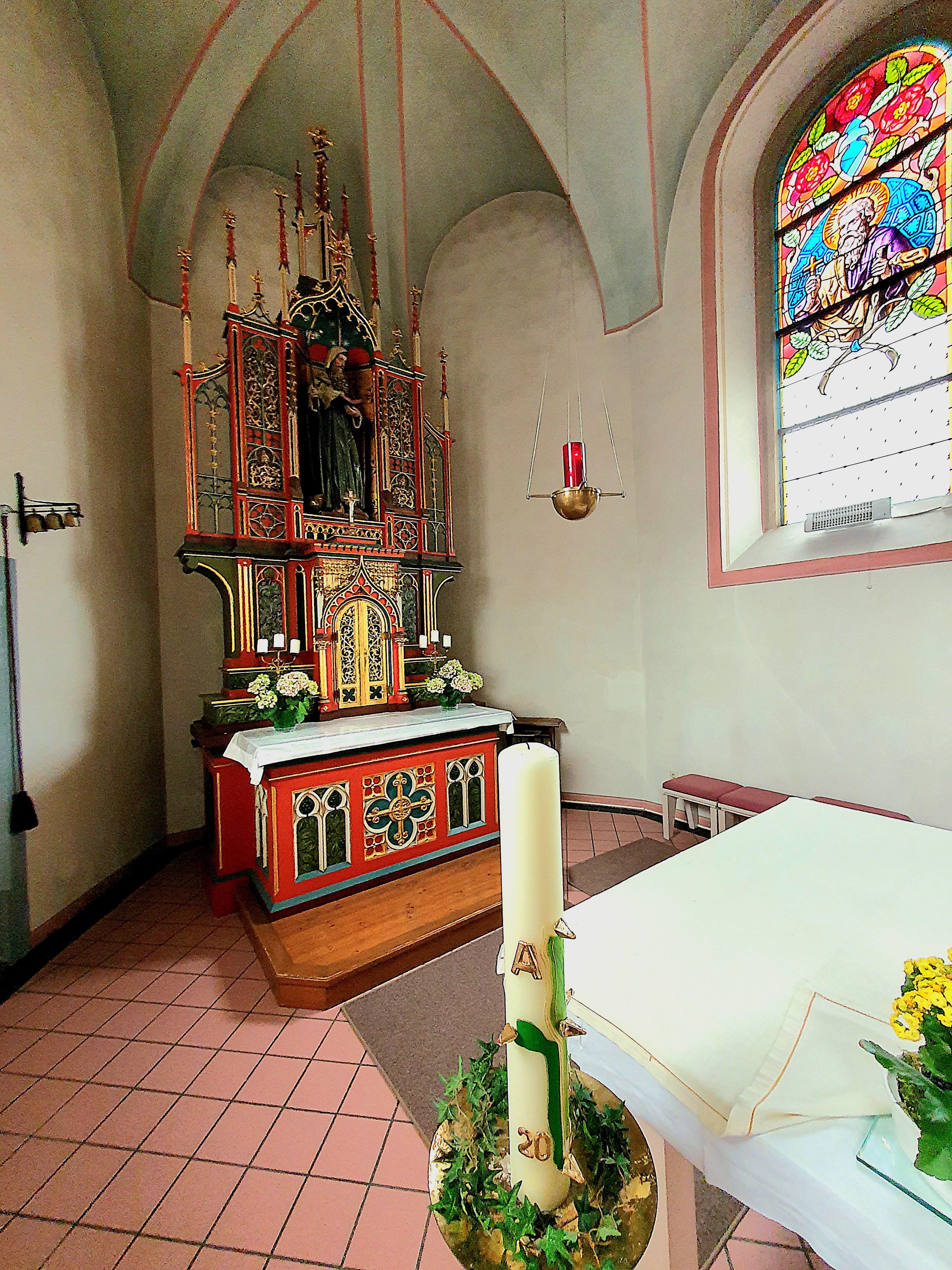
Altar mit Hl. Antonius

1872 wurde die Kapelle umfassend renoviert. 1896 wurde ein neuer Altar bei dem Bildhauer Josef Eberle in Überlingen bestellt. Der in Neugotik farbig gestaltete Altar wurde am 12. März 1898 angeliefert. 1991 erfolgte eine Außenrenovation. Die Kapelle hat einen Turm als Dachreiter mit einer Uhr und Glocke(n).

## Geschichte
Die Antoniuskapelle ist eine katholische Wallfahrtskapelle inmitten von Horheim: Im 17. Jahrhundert wurde in jedem Horheimer Haus Landwirtschaft betrieben und dadurch der Unterhalt der Familien sichergestellt. Im Jahr 1687 als die Margaretenkapelle, die im Gewann „Kapellenäcker und Kapellenackerreben“ stand, abgerissen wurde oder kurz vor der Fertigstellung der Kapellenneubaus der Antoniuskapelle kam es in Horheim und der Region zu einer verheerende Viehseuche. „Aus dem Wutach- und Steinatal und weiterher bis über Waldshut hinaus“ kamen zahlreiche Wallfahrer aus Dankbarkeit nach Horheim, um den heiligen Antonius zu suchen und vom bitteren Leiden und Sterben des Herrn zu beten. Die Horheimer wählten deshalb für ihren durch viele Spenden finanzierten Neubau als Ersatz für die 1687 abgerissene Margaretenkapelle Antonius den Einsiedler als Beschützer der Haustiere zum Hauptpatron. Im gleichen Jahr 1687 wurde auch der Auftrag zum Bau eines Altars erteilt. Schreiner Adam Braun aus Mauchen erhielt den Auftrag, der aus der Rechnungsstellung hervorgeht. 1695 wurde die Kapelle durch den Weihbischof von Konstanz geweiht. Die Gemeinde Horheim stellte im Jahr 1846 den zweiten Antrag beim Ordinariat Freiburg, eine eigene Pfarrei einzurichten. Die bestehende feste Brücke über die Wutach nach Schwerzen war erneut der Grund für die Ablehnung. Das Ordinariat wollte die kirchliche Gemeinschaft mit Schwerzen erhalten. Immerhin erhielt der damalige Kaplan Basler die Erlaubnis, in Horheim sonntägliche „Frühgottesdienste“ abzuhalten. Mit der Zeit sind alle landwirtschaftlichen Betriebe aus dem Dorfbild verschwunden. Nur noch in den „Höfen“ und den Aussiedlergehöften wird die Landwirtschaft umgesetzt. Die Kapelle wurde seit ihrer Errichtung mehrmals umgebaut und renoviert: Der neugotische Altar im Kirchenschiff wurde vom Bildhauer Joseph Eberle aus Überlingen 1896 angefertigt. Das im Altar integrierte Standbild des Heiligen Antonius über dem Tabernakel ist eine beachtliche Leistung. 1897 wurde von der Firma Mönch Orgelbau eine Orgel eingebaut. 1957 gab es neue Fenster und 1962 ein neues Dach. Im Zuge der Dorfentwicklung wurde 1991 das Gebäude außen und 1994 innen komplett renoviert. Dank einer privaten Spende erhielt die Kapelle eine Lautsprecheranlage. Durch die Neugestaltung der Dorfmitte von Horheim konnte die Kapelle eingebunden werden und stellt für Ankommende der Einfahrt nach Horheim ein eindrucksvolles Bauwerk dar.
Mit dem Bau der Kapelle begann eine große Spendenfreudigkeit, die dazu führte, dass die kirchliche Geschichte von Horheim Einzug hielt: Die Geschichte der kirchlichen Gemeinde war mit dem Namen Büche verbunden. Johannes Büche hatte ein Stipendium eingerichtet, damit die Kaplanei mitten im Dorf immer besetzt war. Das Standbild des Hl. Nepomuks am Dorfplatz trägt die Initialen HMB von seinem Sohn Hans Martin Büche und seiner Frau MB und die Jahreszahl 1760. Heute sind die Pfarreien Horheim und Schwerzen zur „Pastoralgemeinschaft“ zusammengeschlossen und bilden eine Einheit.

## Wallfahrt

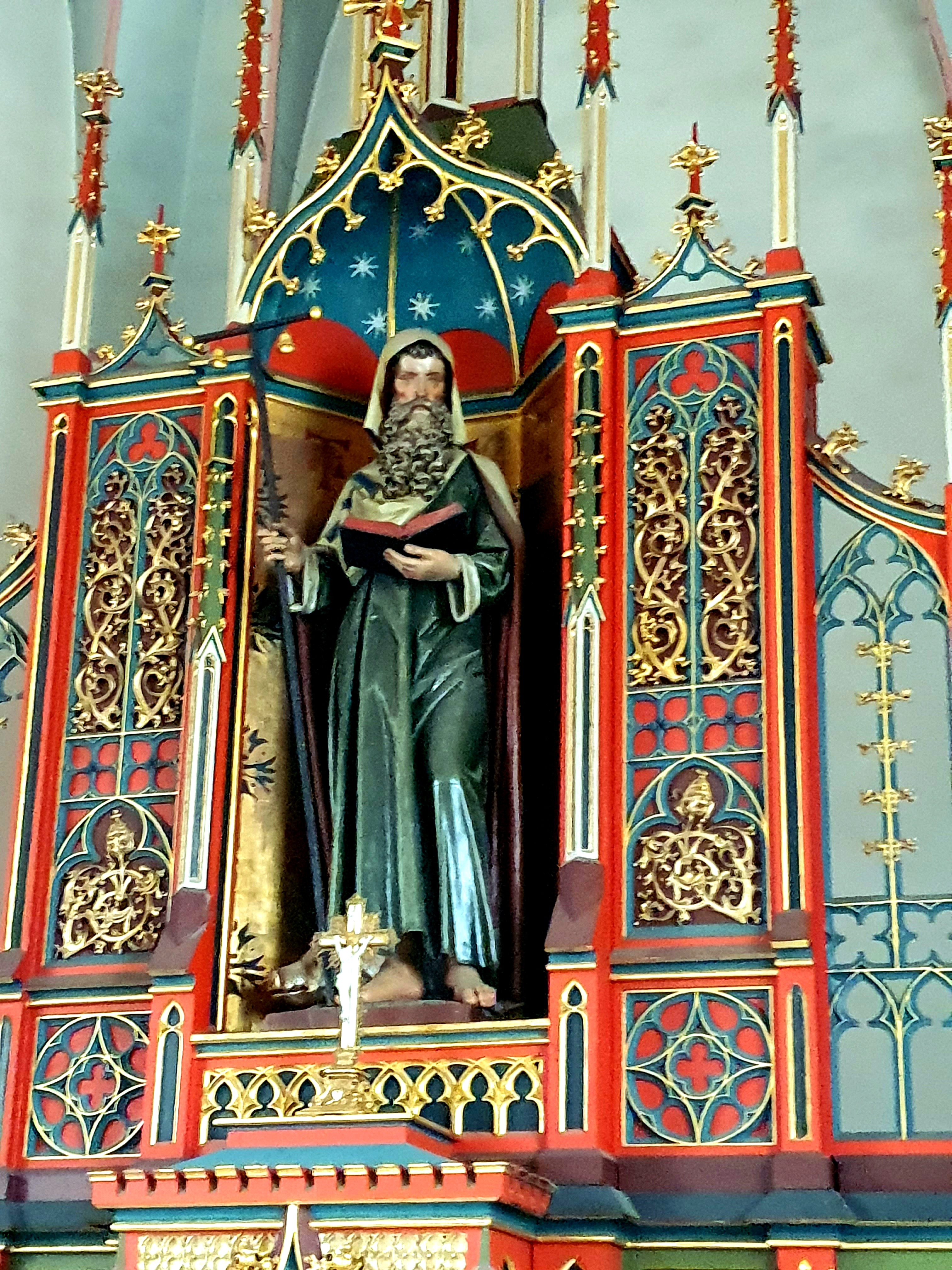
Hl.Antonius

Die Wallfahrt zur Antoniuskapelle ist ein fester Bestandteil im Kirchenjahr von Horheim: Sie war stets nur von lokaler Bedeutung. Mit dem Rückgang der Landwirtschaft ist auch die Wallfahrt zurückgegangen, doch am Fest zu Ehren des heiligen Antonius, am 17. Januar, kommen immer noch viele Gläubige in Horheim und aus der näheren und weiteren Umgebung und begehen den „Großen Wallfahrtstag“. Das Fest der Wallfahrt zum Antoniustag war früher in Horheim ein Feiertag.

## Dorneckkapelle
Im Ort besteht unweit der Antoniuskapelle noch die 1805 vom Förster Johann Baptist Vogelsang erbaute kleine Dorneckkapelle. Sie wurde 1988 vollständig restauriert.

## Weblink
- YouTube-Video